# Tinadendron
Tinadendron es un género con dos especies de plantas con flores perteneciente a la familia Rubiaceae.

## Especies
- Tinadendron kajewskii (Guillaumin) Achille
- Tinadendron noumeanum (Baill.) Achille